# Грибко, Евгений Анатольевич
Евгений Анатольевич Грибко (3 апреля 1973, Минск) — советский и российский хоккеист (защитник) и тренер. Мастер спорта России международного класса.
Воспитанник «Динамо» Минск, в сезонах 1990/91 — 1991/92 провёл 24 матча. Через год, став серебряным призёром юношеского чемпионата Европы, перешёл в «Динамо» Москва, за которое играл до 2002 года. Далее выступал за СКА (2002), «Сибирь» (2002—2004), «ХК МВД» (2004—2007), «Дмитров» (2006—2009), «Крылья Советов» (2009). Затем — тренер детской хоккейной школы «Динамо» Москва.
Участник чемпионата мира 1995. Победитель турнира на приз газеты «Известия» (1994). Второй призер турнира «Кубок Ниссан» (1994). Второй призер турнира «Кубок Балтики» (1997). Третий призер турнира «Кубок Прагобанка» (1997).

## Достижения
- Чемпион России (1993, 1995)
  - Второй призёр чемпионата России (1994)
- Обладатель Кубка МХЛ (1996)
  - Финалист Кубка МХЛ (1994)
- Финалист Кубка России (1998)
- Финалист Кубка Европы (1993)
- Финалист Евролиги (1997, 1998)